# Lakatos Józsefné
Lakatos Józsefné, született Kocsev Gizella (Cece, 1942. május 25. – Budapest, XI. kerület, 1998. február 18.) magyar politikus, országgyűlési képviselő.

## Életpályája

### Iskolái
Az általános iskolát szülővárosában járta ki. 1963–1967 között – munka mellett – esti tagozaton közgazdasági technikumot végzett Budapesten. A Kereskedelmi és Vendéglátóipari Főiskola hallgatójaként diplomázott.

### Pályafutása
1950-ben a család vagyonát elkobozták, földjüket betagosították, a családot kulákká nyilvánították. 1957–1990 között az AUT-KER dolgozója volt; eleinte járműalkatrész szakmunkás, majd előadó, végül a készletellenőrzési osztály vezetője volt. 

### Politikai pályafutása
1988 óta az FKGP tagja. 1990–1994 között országgyűlési képviselő (1990–1992: FKGP; 1992–1994: EKGP) volt. 1990–1994 között a Szociális, családvédelmi és egészségügyi bizottság tagja volt. 1992-ben az FKGP országos fegyelmi bizottságának elnökhelyettese lett.

## Családja
Szülei: Kocsev Miklós és Baté Julianna voltak. Hat testvére volt. Elvált; egy fia született: András (1962-) üzemmérnök. 